# Ћешанов
Ћешанов (пољ. Cieszanów) град је у Пољској у Војводству поткарпатском. По подацима из 2012. године број становника у месту је био 1962.

## Становништво
| 2012. |
| ----- |
| 1.962 |

## Партнерски градови
- Аргенбил
- Капаноли
- Диошд
- Калужа
- Zhovkva
- Радебург